# Napoleonaea egertonii
Napoleonaea egertonii är en tvåhjärtbladig växtart som beskrevs av Baker f. Napoleonaea egertonii ingår i släktet Napoleonaea och familjen Napoleonaceae. IUCN kategoriserar arten globalt som sårbar. Inga underarter finns listade i Catalogue of Life.